# Clusiodes gentilis
Clusiodes gentilis is een vliegensoort uit de familie van de Clusiidae. De wetenschappelijke naam van de soort is voor het eerst geldig gepubliceerd in 1912 door Collin.